# Ash Shaykh Miskīn
Ash Shaykh Miskīn (arabiska: شيخ مسكين, الشيخ مسكين) är en subdistriktshuvudort i Syrien. Den ligger i provinsen Dar'a, i den sydvästra delen av landet, 80 kilometer söder om huvudstaden Damaskus. Ash Shaykh Miskīn ligger 534 meter över havet och antalet invånare är 25 920.
Terrängen runt Ash Shaykh Miskīn är platt. Närmaste större samhälle är Tafas, 13,5 kilometer sydväst om Ash Shaykh Miskīn.
Trakten runt Ash Shaykh Miskīn består till största delen av jordbruksmark. Runt Ash Shaykh Miskīn är det ganska tätbefolkat, med 214 invånare per kvadratkilometer.